# Lismore (Irlanda)
Lismore é uma cidade histórica no condado de Waterford, na província de Munster, Irlanda . Originalmente associada a Cartago de Lismore (São Mochuda), que fundou a Abadia de Lismore no século VII, a cidade desenvolveu-se em torno do Castelo medieval de Lismore . A partir do século 21, Lismore apoia uma área de influência rural e foi designada como um "centro de serviços distritais" no plano de desenvolvimento do Conselho do Condado de Waterford . Em 2022, a cidade tinha uma população de 1.347 pessoas.

## História

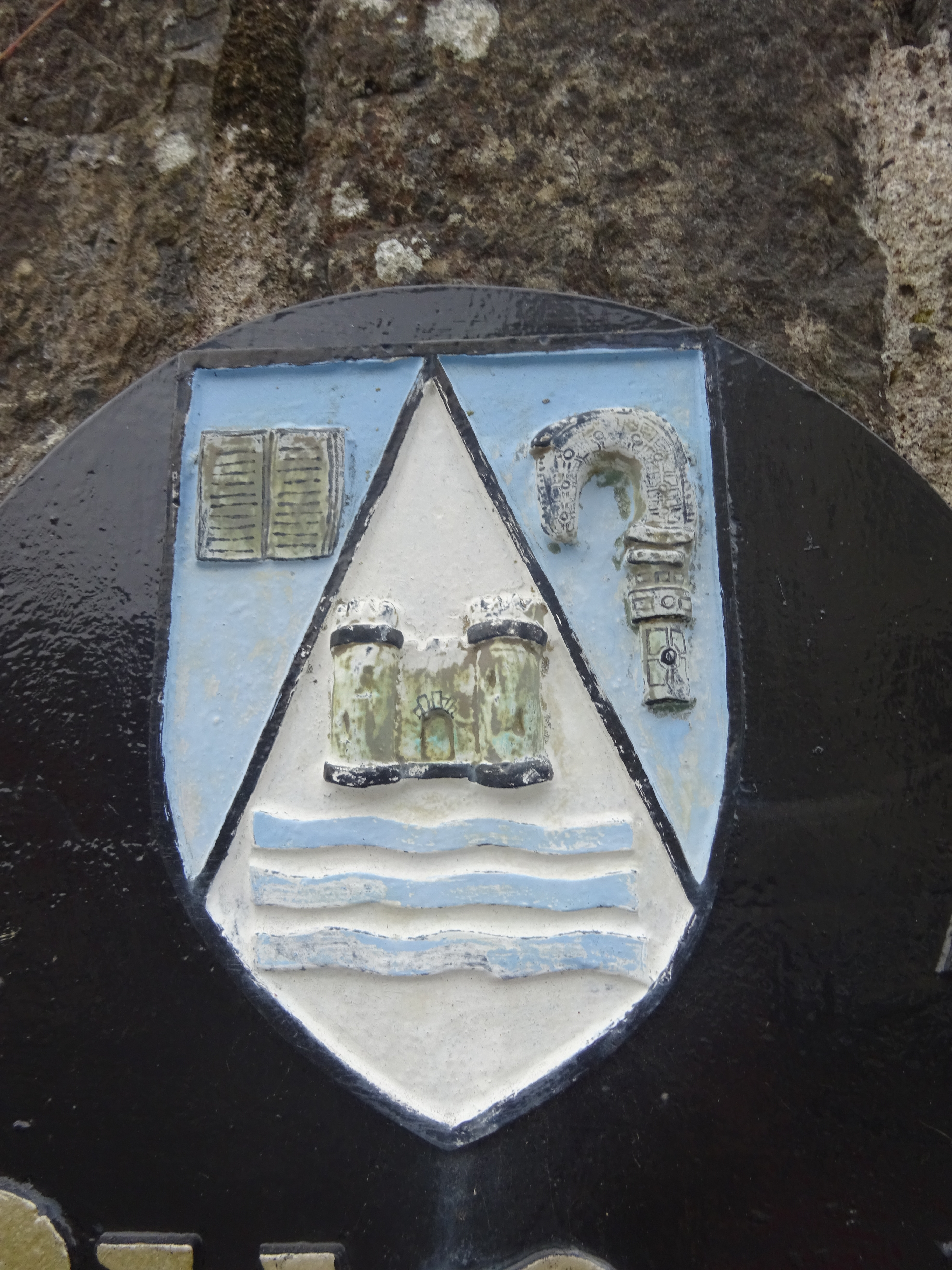
Armas de Lismore em uma placa de metal

Fundada por São Mochuda (irlandês: Mo Chutu mac Fínaill), falecido em 637, também conhecido como São Cartago (Cartago ou Cartago, o Jovem; latinizado: Carthagus, anglicizado: Carthage), primeiro abade de Lismore (irlandês: Les Mór Mo Chutu). A cidade é conhecida por sua história eclesiástica inicial e pelos estudos da Abadia de Lismore .
O imponente Castelo de Lismore, situado no local do antigo mosteiro desde os tempos medievais, fica numa colina íngreme com vista para a cidade e para o vale de Blackwater. A sua história tem oitocentos anos e liga as diversas relações históricas entre a Inglaterra e a Irlanda. Originalmente construído após a chegada do filho de Henrique II, o príncipe D. João, no século XII, o castelo foi palácio episcopal até ao século XVI. Posteriormente, propriedade de Sir Walter Raleigh até sua morte, foi vendido a Richard Boyle, o polêmico Primeiro Conde de Cork, descrito pelo historiador RF Foster, em seu livro Modern Ireland, como um "epítome do aventureiro colonizador elisabetano na Irlanda". Em 1627, o castelo foi o berço do filho mais famoso do Primeiro Conde, Robert Boyle (da Lei de Boyle), conhecido como o "Pai da Química Moderna". Boyle foi expulso de suas terras na Irlanda durante a rebelião irlandesa de 1641, na sequência da qual seus filhos recuperaram as propriedades da família após a supressão da rebelião. O castelo permaneceu na posse da família Boyle até, em 1753, passar para os duques ingleses de Devonshire, quando a filha do 4.º Conde de Cork, Lady Charlotte Boyle, se casou com o Marquês de Hartington, que mais tarde o sucedeu como, em 1755, o Marquês de Hartington. 4.º Duque de Devonshire, futuro Primeiro-Ministro da Grã-Bretanha e Primeiro Lorde do Tesouro .

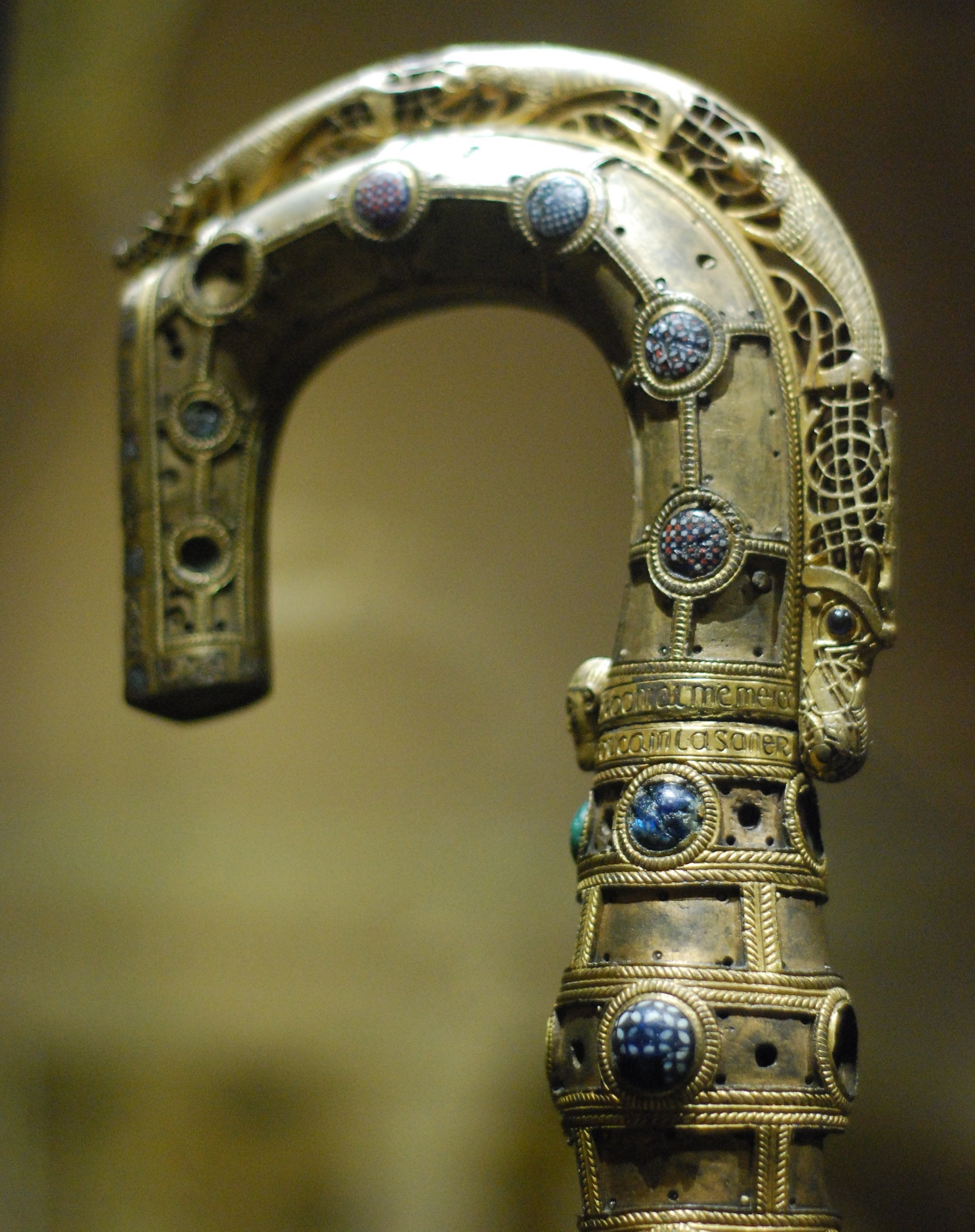
O Crozier de Lismore, c. 1100

O Livro de Lismore (nome original: Leabhar Mhic Cárthaigh Riabhaigh, que significa O Livro de Mac Cárthaigh Riabhach ), é uma compilação de manuscritos irlandeses medievais relatando principalmente a vida de santos irlandeses, principalmente Santa Brígida, São Patrício e São Columba, além de conter Acallam na Senórach, a narrativa mais importante da Irlanda Central que data do século XII, pertencente ao Ciclo Feniano . O Livro de Lismore e o Lismore Crozier (um invólucro para um bastão episcopal, que se crê ser o venerável bastão de carvalho do fundador da abadia), foram descobertos juntos em 1814, atrás de uma porta bloqueada no Castelo de Lismore. Hoje, o castelo continua na propriedade privada dos Duques de Devonshire, que abrem os jardins e partes do terreno ao acesso público através de um programa variável de eventos artísticos e educacionais locais. O Livro de Lismore, atualmente, é propriedade da University College Cork, onde está planejado para ser exibido, e o Lismore Crozier está no Museu Nacional da Irlanda, em Dublin.
A Catedral medieval de Lismore, dedicada a São Cartago, que foi danificada e reparada ao longo dos séculos, é notável pela sua arquitetura e pelos vitrais do artista inglês pré-rafaelita, Edward Burne-Jones . Tem sido local de culto desde o século VII, mas a atual catedral foi construída no século XVII.
A Igreja de São Cartago na cidade é uma igreja católica romana também dedicada a São Cartago. Foi inaugurada em 1884 e, desde então, tem funcionado como uma igreja católica romana.
Foi erguida uma placa na cidade para comemorar as visitas regulares de Fred Astaire a Lismore, na sequência de uma associação desenvolvida pela sua irmã, Adele Astaire, que era casada com Lord Charles Arthur Francis Cavendish, filho de Victor Cavendish, 9.º Duque de Devonshire . A escritora de viagens e ciclista de turnê mundial Dervla Murphy, foi uma residente notável nascida na cidade que descreveu sua infância em Lismore. Outro residente notável foi George O'Brien, o memorialista, escritor e acadêmico irlandês, que foi criado por sua avó paterna em Lismore, descrita em seu livro de memórias The Village of Longing: An Irish Boyhood in the Fifties (1987).
Em setembro de 2003, a Blackwater Community School foi inaugurada como uma fusão de três escolas locais: Lismore CBS, Presentation Convent, Lismore e St Anne's Secondary School, Cappoquin.

## Localização
Lismore está localizada no oeste do condado de Waterford, por onde passa rio Blackwater, no sopé das montanhas Knockmealdown (em irlandês: Sléibhte Chnoc Mhaoldomhnaigh), a cordilheira que divide os condados de Tipperary e Waterford.